# Murilo Rosa
Murilo Rosa (ur. 21 sierpnia 1970 roku w Brasílii, w dystrykcie federalnym) – brazylijski aktor telewizyjny, filmowy i teatralny.
Jest synem prawnika Odaira Rosy i nauczycielki Marii Luizy Araújo. Występował w sztukach: Życie w tworzeniu (Viva o Demiurgo), Niebieski pokój (Blue Room), Jezioro 22 (Lago 22), Jeśli biegacz przebędzie tutaj, zaprosimy do zwierząt (Se Correr o Bicho Pega se Ficar o Bicho Come), Robin Hood, Świnie ze skrzydłami (Porcos com Asas), Diament Wielkich Mogołów (O Diamante do Grão Mogol) i Ludzie nie mają twarzy dupków (A Gente Não Tem Cara de Babaca). Rola Dinho w telenoweli Rede Globo Ameryka (América, 2005) przyniosła mu nagrodę Contigo w kategorii najlepsza para z Eliane Giardini (w roli Neuty).
W dniu 28 lipca 2007 roku w Kościele Matki Bożej Różańcowej (Igreja Nossa Senhora do Rosário) ożenił się z brazylijską modelką Fernandą Tavares. Mają syna Lucasa (ur. 22 października 2007 roku w Rio de Janeiro).

## telenowele
- 2007: Zakazane pragnienie (Desejo Proibido) jako Miguel
- 2006: Bang Bang jako Josh Lucas
- 2005: Ameryka (América) jako Dinho
- 2001: Patron (A Padroeira) jako Diogo Soares Cabral
- 2000: Klawesyn i róża (O Cravo e a Rosa) jako Celso de Lucca
- 1999: Moc jednego pragnienia (Força de Um Desejo) jako Eugênio Cardoso
- 1997: Mandacaru jako Porucznik Aquiles
- 1996: Xica da Silva jako Martim Caldeira Brant
- 1996: Antonio Alves, taksówkarz (Antônio Alves, Taxista) jako Henrique
- 1994: 74,5 fali w powietrzu (74.5 - Uma Onda no Ar) jako C.D.

### miniseriale
- 2004: Jedno serce (Um Só Coração) jako Frederico Schmidt da Silva
- 2003: Dom siedmiu kobiet (A Casa das Sete Mulheres) jako Afonso Corte Real
- 1999: Chiquinha Gonzaga jako Amadeu

### filmy fabularne
- 2008: Orkiestra chłopięca (Orquestra dos Meninos) jako Mozart
- 2006: Bliźniacy Xuxa (Xuxa Gêmeas) jako Ivan
- 2005: Tajemnica (O segredo) jako Dudu
- 2004: Olga jako Estevan
- 1998: Ismael i Adalgisa (Ismael e Adalgisa) jako Ismael
- 1998: Poznajesz kto (Você Sabe Quem) jako Paulo
- 1997: Obietnice (Promessas) jako Felipe
- 1998: Podzielone życie (Uma Vida Dividida) jako Joaquim